# La Ballade de Ryan
Pour les articles homonymes, voir Brian's Song.

La Ballade de Ryan (Brian's Song) est un téléfilm américain réalisé par John Gray, sorti en 2001. Il s'agit d'un remake du téléfilm Brian's Song de Buzz Kulik.

## Synopsis
Gale Sayers rejoint les Chicago Bears, où il rencontre Brian Piccolo. Ils briguent le même poste dans l'équipe, et bien que Sayers soit noir et Piccolo blanc, ils deviennent amis et se soutiennent mutuellement, jusqu'à ce que Brian Piccolo meure d'un cancer foudroyant à 26 ans.

## Fiche technique
- Titre : La Ballade de Ryan
- Titre original : Brian's Song
- Réalisation : John Gray
- Scénario : John Gray et Allen Clare, sur une histoire de William Blinn, d'après le livre I Am Third de Gale Sayers et Al Silverman et le téléfilm Brian's Song de Buzz Kulik
- Production : John M. Eckert, Dave Mace, Neil Meron, Craig Zadan
- Société de production : TriStar
- Musique : Richard Marvin
- Photographie : James Chressanthis
- Montage : Scott Vickrey
- Décors : Michelle Convey
- Costumes : Delphine White
- Pays d'origine : États-Unis
- Format : Couleurs - 1,85:1 - Dolby Digital - 35 mm
- Genre : Biographie
- Date de sortie : 2 décembre 2001

## Distribution
- Sean Maher : Brian Piccolo
- Mekhi Phifer : Gale Sayers
- Paula Cale : Joy Piccolo
- Elise Neal : Linda Sayers
- Aidan Devine : Abe Gibron
- Dean McDermott : Ralph Kurek
- Ben Gazzara : Coach Halas
- Michael Boisvert : Jack Concannon
- Jeff Ironi : Dick Butkus
- Shane Daly : Bill Filbert
- Bruce Gooch : Ed McCaskey
- Craig Eldridge : Doctor Beattie
- Michael Millar : Doctor Fox
- Shawn Lawrence : Doctor O'Conner
- Erika Cohen : Nurse
- Carly Marie Alves : Traci Piccolo (as Carley Marie Alves)
- Janessa Crimi : Lori Piccolo
- Patrick Salvagna : Brian Piccolo à 10 ans
- Michael Birkett : Gale Sayers à 10 ans
- Nigel Hamer : Maitre de cérémonie
- Edgar George : Reporter
- Howard Hoover : Le commentateur sportif
- Gary Fruchtman : L'animateur de cérémonie
- Morgane Slemp : La petite fille du Docteur
- Andrea Garnett : Ma mère de Gale
- Marvin Hinz : Le père de Brian
- Tony Meyler : le frère de Gale